# Bestuursrecht

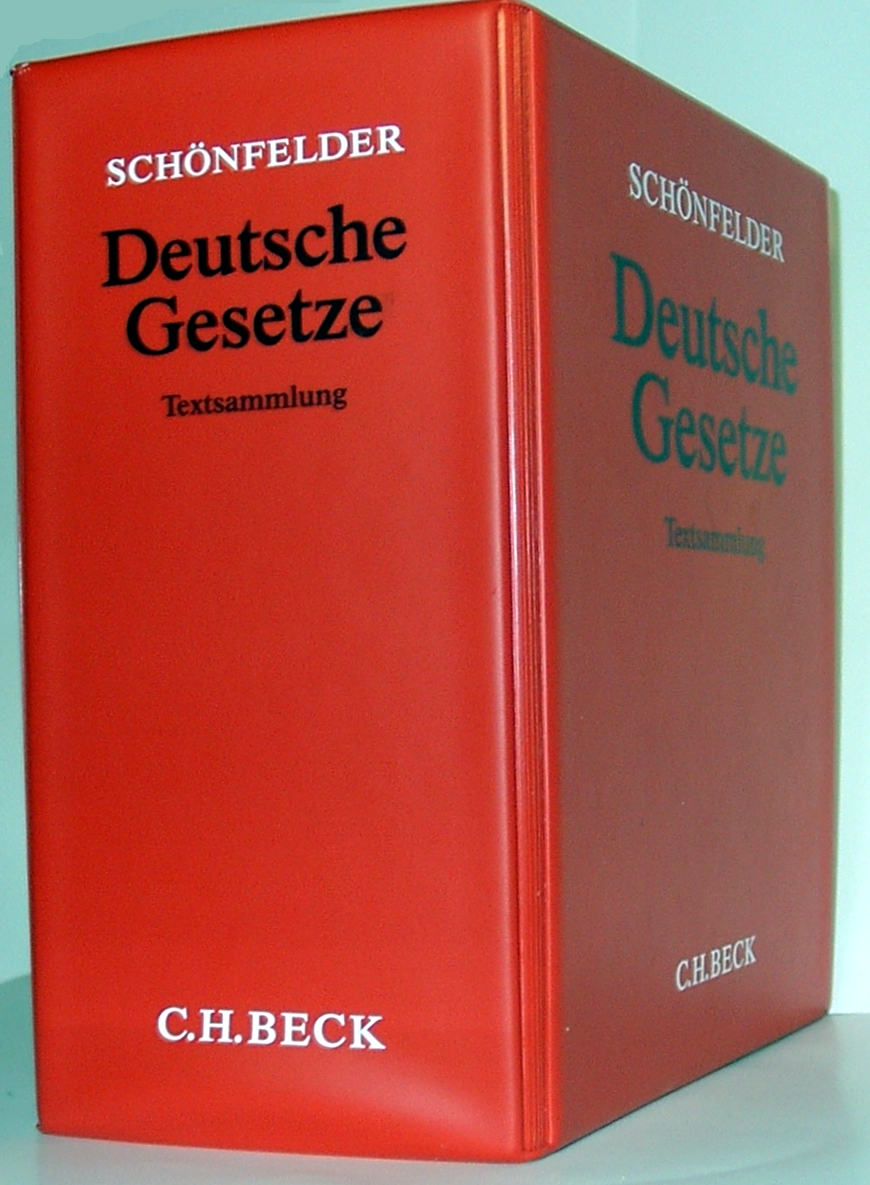
Schönfelder: Duitse Wetten - Wettenbundel van Duitse bestuursrechtelijke wetten

Het bestuursrecht (ook wel administratief recht genoemd) is het geheel van rechtsregels die de bestuurlijke bedrijvigheid beheersen van overheidsorganen die tot de uitvoerende macht behoren. Het is onderdeel van het publiekrecht. Het bestuursrecht heeft betrekking op de besluitvorming van bestuursorganen van de overheid die deel uitmaken van de uitvoerende macht op gebieden als de internationale handel, productie, het milieu, belastingen, omroep, immigratie en transport.
Het bestuursrecht breidde zich in de 20e eeuw enorm uit, toen wetgevende instanties over de hele wereld meer overheidsinstanties creëerden om de sociale, economische en politieke sfeer van menselijke interactie te reguleren. In de afgelopen vijftig jaar heeft het bestuursrecht zich in veel landen met een civielrechtelijke traditie opengesteld voor de invloed van regels van supranationale rechtsordes, waarin rechtsbeginselen een groot belang hebben: het heeft onder meer geleid tot veranderingen in sommige traditionele concepten van het bestuursrechtsmodel, zoals is gebeurd met overheidsaanbestedingen of met rechterlijke controle op administratieve activiteiten en, voor een ander, heeft een supranationaal of internationaal openbaar bestuur opgebouwd, zoals in de milieusector of met betrekking tot onderwijs, voor die zij binnen het systeem van de Verenigde Naties heeft Het is mogelijk geweest om te helpen bij een verdere uitbreiding van de administratieve structuur die is gericht op het coördineren van de activiteiten van de staten in die sector.
Landen beschikken vaak over gespecialiseerde administratieve rechtbanken die deze beslissingen beoordelen. Bijvoorbeeld het College van Beroep voor het bedrijfsleven in Nederland of de Upper Tribunal Administrative Appeals Chamber in het Verenigd Koninkrijk 

## Bestuursrecht per land
- België
- Nederland